# Frano Divnić (glazbenik)
Frano Divnić  (Francesco Difnico) (Šibenik, 1612. − Krapanj, 11. travnja 1693.) je bio hrvatski glazbenik i pisar.